# 呉橋

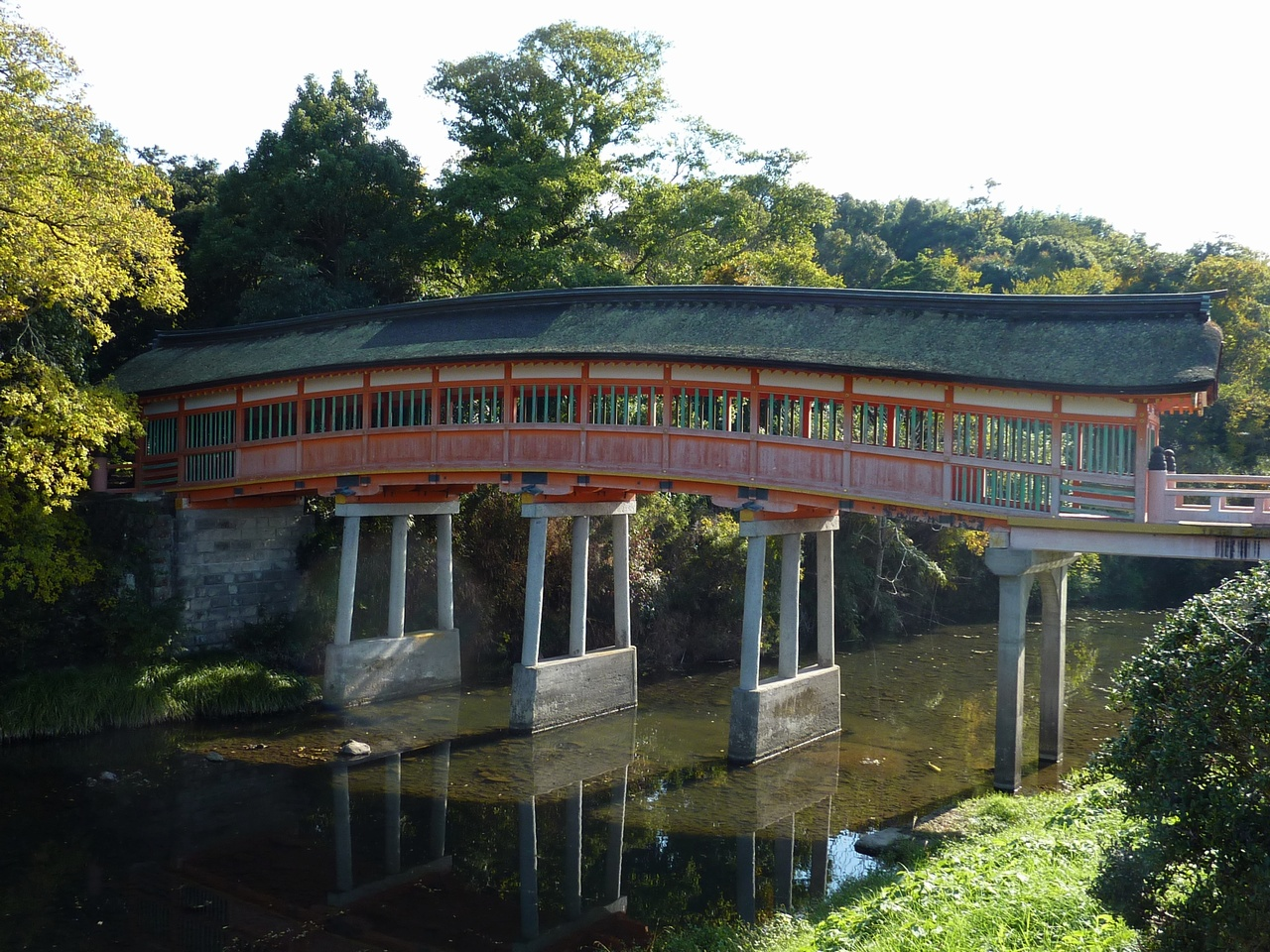
外観

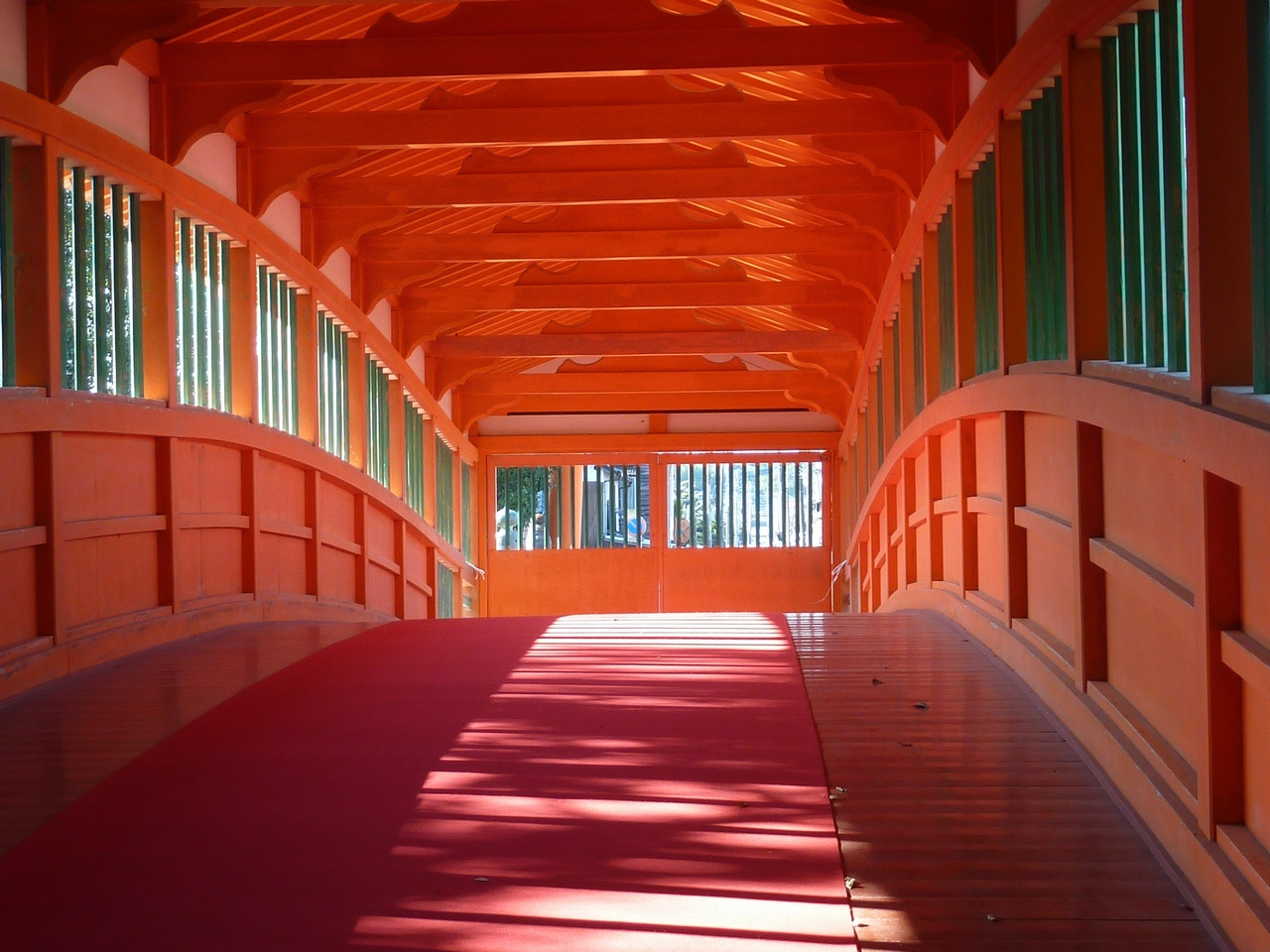
内部

呉橋（くれはし）は、大分県宇佐市南宇佐の宇佐神宮西参道にある屋根付きの木造橋。日本百名橋の一つ。

## 概要
宇佐神宮の神域を画す寄藻川（よりもがわ）に架かる屋根付きで朱塗りの優美な橋である。この橋が位置する西参道は、昭和初期までは表参道であり、朝廷より派遣された宇佐使と呼ばれる勅使が通ったため勅使街道とも呼ばれていた。
現在の橋は1622年（元和8年）に細川忠利によって修築されたもので、1876年（明治9年）と1951年（昭和26年）に大改修されている。上部は木造で、3基ある橋脚は石造。屋根は向唐破風造で桧皮葺（棟は銅瓦葺）である。現在は渡ることはできず、10年に一度の勅使祭の時にのみ使用される。2015年10月6日に「臨時奉幣祭（勅祭）」が行われている。平時は、1951年（昭和26年）の改修の際に隣に架けられた鉄筋コンクリート橋を利用する。
創建年代は不詳であるが、鎌倉時代より前に存在していたといわれる。中国の呉の人が架けたと伝えられ、これが橋の名の由来となっている。1301年（正安3年）には勅使として宇佐神宮を訪れた和気篤成が「影見れば 月も南に 寄藻川 くるるに橋を 渡る宮人」という歌を詠んでいることから、この頃にはすでに呉橋があったことを確認できる。

## 橋の諸元
- 所在地：大分県宇佐市大字南宇佐2859
- 河川：寄藻川
- 形式：5径間屋根付木造橋（橋脚は石造）
- 橋長：24.67m
- 幅：3.46m
- 文化財等：大分県指定有形文化財